# Перелік фільмів про Новий Орлеан
Даний перелік фільмів містить в собі фільми, які мають дотичні точки до міста Новий Орлеан, Луїзіана. Такими точками можуть бути: події фільму частково чи повністю відбуваються в Новому Орлеані, зйомки фільму частково чи повністю відбувались у Новому Орлеані абощо. Також даний перелік містить окремі історичні кінострічки про Новий Орлеан.

## Перелік фільмів за хронологією
| Рік  | Назва                                            | Оригінальна назва                                  | Режисер                    | Акторський склад/Постер                                                                               |
| ---- | ------------------------------------------------ | -------------------------------------------------- | -------------------------- | --- |
| 1934 | Краса дев'яностих                                | Belle of the Nineties                              | Лео Маккері                | Мей Вест, Джонні Мак Браун, Кетрін ДеМілль, Джон Мільян, Дюк Еллінгтон                                |
| 1938 | Пірат                                            | The Buccaneer                                      | Сесіль Блант ДеМілль       | Фредрік Марч, Франциска Ґааль, Акім Тамірофф, Марґо Ґрегем, Волтер Бреннан                            |
| 1938 | Ієзавель                                         | Jezebel                                            | Вільям Вайлер              | Бетт Девіс, Генрі Фонда, Джордж Брент, Дональд Крісп, Фей Бейнтер                                     |
| 1941 | Вогонь Нового Орлеана                            | The Flame of New Orleans                           | Рене Клер                  | Брюс Кебот, Марлен Дітріх, Міша Авер, Енді Девін, Едді Квіллан                                        |
| 1941 | Леді з Луїзіани                                  | Lady from Louisiana                                | Бернард Воргаус            | Джон Вейн, Она Мансон, Рей Міддлтон, Генрі Стефенсон, Гелен Вестлі                                    |
| 1947 | Новий Орлеан                                     | New Orleans                                        | Артур Любін                | Біллі Холідей, Луї Армстронг, Артуро де Кордова, Дороті Петрік, Мерджорі Лорд                         |
| 1950 | Паніка на вулицях                                | Panic in the Streets                               | Еліа Казан                 | Джек Паланс, Річард Відмарк, Пол Дуґлас, Барбара Бель Ґеддес, Зіро Мостель, Алексіс Мінотіс           |
| 1950 | Рибалка з Нового Орлеана                         | The Toast of New Orleans                           | Норман Таурог              | Маріо Ланца, Кетрін Ґрейсон, Девід Нівен                                                              |
| 1951 | Трамвай «Бажання»                                | A Streetcar Named Desire                           | Еліа Казан                 | Вів'єн Лі, Марлон Брандо, Кім Хантер, Карл Молден, Пег Хіліас, Руді Бонд                              |
| 1953 | Ебботт та Костелло вирушають на Марс             | Abbott and Costello Go to Mars                     | Чарльз Ламонт              | Бад Ебботт, Лу Костелло, Марі Бланшард, Роберт Пейдж, Горас МакМегон, Марта Гайєр                     |
| 1958 | Пірат                                            | The Buccaneer                                      | Ентоні Квінн               | Юл Бріннер, Чарльз Бойєр, Чарлтон Хестон                                                              |
| 1958 | Кінґ Креол                                       | King Creole                                        | Майкл Кертіс               | Елвіс Преслі, Волтер Меттау, Керолін Джонс                                                            |
| 1962 | Прогулянка дикою стороною                        | Walk on the Wild Side                              | Едвард Дмитрик             | Джейн Фонда, Енн Бакстер, Барбара Стенвік, Лоренс Гарві                                               |
| 1963 | Іграшки з горища                                 | Toys in the Attic                                  | Джордж Рой Гілл            | Дін Мартін, Жеральдін Пейдж, Жене Тірні, Венді Гіллер                                                 |
| 1965 | "Малюк" з Цинциннаті                             | The Cincinnati Kid                                 | Норман Джевісон            | Стів Макквін, Едвард Робінсон, Енн-Мерґрет, Карл Мальден                                              |
| 1969 | Безтурботний їздець                              | Easy Rider                                         | Деніс Хопер                | Пітер Фонда, Деніс Хопер, Джек Ніколсон                                                               |
| 1969 | Номер один                                       | Number One                                         | Том Ґріс                   | Чарлтон Хестон, Джессіка Волтер, Брюс Дерн                                                            |
| 1970 | Сім'я                                            | Città violenta                                     | Серджо Солліма             | Чарльз Бронсон, Джилл Айрланд, Теллі Савалас                                                          |
| 1970 | ДаблЮ ЮСЕй                                       | WUSA                                               | Стюарт Розенберґ           | Пол Ньюман, Ентоні Перкінс, Джоан Вудверд                                                             |
| 1973 | Живи та дай померти                              | Live And Let Die                                   | Гай Хемілтон               | Роджер Мур, Джейн Сеймур, Яфет Котто                                                                  |
| 1975 | Мокра справа                                     | The Drowning Pool                                  | Стюарт Розенберґ           | Пол Ньюман, Мелані Гріффіт, Джоан Вудвард                                                             |
| 1975 | Важкі часи                                       | Hard Times                                         | Волтер Гілл                | Чарльз Бронсон, Джеймс Коберн, Джилл Айрланд                                                          |
| 1975 | Зробімо це ще раз                                | Let's Do It Again                                  | Сідні Пуатьє               | Сідні Пуатьє, Білл Косбі, Кельвін Локгард                                                             |
| 1976 | Одержимість                                      | Obsession                                          | Браян де Пальма            | Кліфф Робертсон, Женевйов Бюжольд, Джон Літгоу                                                        |
| 1978 | Прекрасна дитина                                 | Pretty Baby                                        | Луї Маль                   | Брук Шилдс, Сьюзен Серендон, Кіт Керрадайн                                                            |
| 1982 | Люди-кішки                                       | Cat People                                         | Пол Шредер                 | Настасья Кінскі, Малкольм Макдавелл, Джон Гірд, Аннетт О'Тул                                          |
| 1984 | Трамвай «Бажання»                                | A Streetcar Named Desire                           | Джон Ерман                 | Енн-Мерґрет, Тріт Вільямс, Беверлі Д'Анджело, Ренді Квейд                                             |
| 1984 | Зашморг                                          | Tightrope                                          | Річард Таґґл, Клінт Іствуд | Клінт Іствуд, Женевйов Бюжольд, Ден Гедайя, Елісон Іствуд                                             |
| 1986 | Поза законом                                     | Down by Law                                        | Джим Джармуш               | Том Вейтс, Джон Лурі, Роберто Беніньї, Ніколетта Браскі                                               |
| 1986 | Без милосердя                                    | No Mercy                                           | Річард Пірс                | Річард Гір, Кім Бейсінгер, Джордж Дзундза, Єрун Краббе                                                |
| 1987 | Янгольське серце                                 | Angel Heart                                        | Алан Паркер                | Міккі Рурк, Роберт де Ніро, Ліза Боне, Шарлотта Ремплінг                                              |
| 1987 | Великий кайф                                     | The Big Easy                                       | Джим МакБрайд              | Денніс Квейд, Еллен Баркін, Джон Гудмен, Нед Бітті                                                    |
| 1989 | Всі собаки потрапляють до раю                    | All Dogs Go to Heaven                              | Дон Блут                   | Барт Рейнольдс, Дом Делуїз, Джудіт Барсі, Вік Тейбек, Чарльз Нельсон Рейлі, Кен Пейдж                 |
| 1989 | Блиск                                            | Blaze                                              | Рон Шелтон                 | Пол Ньюман, Лоліта Давідовіч, Джеррі Гардін, Ґейлард Сертейн, Джефрі ДеМунн, Річард Дженкінс          |
| 1989 | Красунчик Джонні                                 | Johnny Handsome                                    | Волтер Гілл                | Міккі Рурк, Форест Вітакер, Морган Фрімен, Еллен Баркін, Елізабет Макговерн, Ленс Генріксен           |
| 1990 | Налаштуйся на завтра                             | Tune in Tomorrow                                   | Жон Аміль                  | Кіану Рівз, Пітер Фальк, Патрісія Кларксон, Річард Портнов                                            |
| 1990 | Дикі серцем                                      | Wild at Heart                                      | Девід Лінч                 | Ніколас Кейдж, Віллем Дефо, Ізабелла Росселліні, Лаура Дерн                                           |
| 1991 | ДжФК                                             | JFK                                                | Олівер Стоун               | Кевін Костнер, Кевін Бейкон, Томмі Лі Джонс, Джо Пеші                                                 |
| 1991 | Зандалі                                          | Zandalee                                           | Сем Піллсбурі              | Ніколас Кейдж, Джо Пантоліано, Стів Бушемі, Джадж Рейнгольд                                           |
| 1993 | Батьківство                                      | Father Hood                                        | Даррелл Рудт               | Патрік Свейзі, Геллі Беррі, Сабріна Ллойд, Брайян Бонсалл                                             |
| 1993 | Важка мішень                                     | Hard Target                                        | Джон Ву                    | Жан-Клод Ван Дамм, Арнольд Вослу, Ленс Хенріксен, Янсі Батлер                                         |
| 1993 | Справа пеліканів                                 | The Pelican Brief                                  | Алан Пакула                | Джулія Робертс, Дензел Вашингтон, Сем Шепард, Г'юм Кронін                                             |
| 1993 | Точка неповернення                               | Point of No Return                                 | Джон Бедгем                | Енн Бенкрофт, Гарві Кейтель, Бріджит Фонда, Гебріел Бірн                                              |
| 1993 | Таємничі Блю                                     | Undercover Blues                                   | Герберт Росс               | Кетлін Тернер, Денніс Квейд, Файона Шов, Стенлі Туччі                                                 |
| 1994 | Клієнт                                           | The Client                                         | Джоел Шумахер              | Сьюзен Серендон, Томмі Лі Джонс, Бред Ренфро, Мері-Луїз Паркер                                        |
| 1994 | Інтерв'ю з вампіром: Хроніки вампіра             | Interview with the Vampire: The Vampire Chronicles | Ніл Джордан                | Том Круз, Бред Пітт, Антоніо Бандерас, Крістіан Слейтер                                               |
| 1995 | Кендімен 2: Прощання з плоттю                    | Candyman 2: Farewell to the Flesh                  | Біл Кондон                 | Тоні Тодд, Келлі Ровен, Білл Нанн, Вільям О'Лірі                                                      |
| 1995 | Трамвай «Бажання»                                | A Streetcar Named Desire                           | Гленн Джордан              | Алек Болдвін, Джессіка Ленг, Джон Гудмен, Даян Лейн                                                   |
| 1997 | Альбіно Аллігатор                                | Albino Alligator                                   | Кевін Спейсі               | Метт Діллон, Фей Данавей, Вігго Мортенсен, Джо Мантенья                                               |
| 1998 | Рубінові мости                                   | Ruby Bridges                                       | Евжан Пелсі                | Пенелоп Енн Міллер, Кевін Поллак, Майкл Біч, Чаз Моне                                                 |
| 1999 | Подвійний прорахунок                             | Double Jeopardy                                    | Брюс Бересфорд             | Ешлі Джад, Томмі Лі Джонс, Еннабет Ґіш, Брюс Грінвуд                                                  |
| 1999 | Вбивця воронів                                   | A Murder of Crows                                  | Ровді Геррінґтон           | Куба Гудінг, Том Беренджер, Меріенн Жан-Баптіст, Марк Пелеґріно                                       |
| 1999 | Вендетта                                         | Vendetta                                           | Ніколас Мейєр              | Крістофер Вокен, Люк Еск'ю, Кленсі Бравн, Брюс Девісон                                                |
| 2000 | Дракула 2000                                     | Dracula 2000                                       | Патрік Люссьєр             | Джерард Батлер, Омар Еппс, Крістофер Пламмер, Джонні Лі Міллер, Джастін Водделл                       |
| 2002 | Синок                                            | Sonny                                              | Ніколас Кейдж              | Джеймс Франко, Міна Суварі, Бренда Блетін, Гаррі Дін Стентон, Джозі Девіс                             |
| 2003 | Будинок із приколами                             | The Haunted Mansion                                | Роб Мінкофф                | Едді Мерфі, Теренс Стемп, Дженніфер Тіллі, Марша Томасон, Натаніель Паркер                            |
| 2003 | Продажні присяжні                                | Runaway Jury                                       | Ґері Фледер                | Джон К'юсак, Джин Гекмен, Дастін Гоффман, Рейчел Вайс, Джеремі Півен                                  |
| 2004 | Пісня кохання для Боббі Лонґа                    | A Love Song for Bobby Long                         | Шейні Ґейбл                | Джон Траволта, Скарлетт Йоганссон, Ґебріель Мечт, Дебора Кара Ангер, Клейн Кроуфорд                   |
| 2005 | Ключ від усіх дверей                             | The Skeleton Key                                   | Айян Софтлі                | Кейт Хадсон, Джон Гарт, Джина Ровлендс, Пітер Сарсґаард, Джой Брайянт                                 |
| 2006 | Дежа Вю                                          | Déjà Vu                                            | Тоні Скотт                 | Дензел Вашингтон, Вел Кілмер, Джеймс Кевізел, Брюс Грінвуд, Метт Крейвен                              |
| 2006 | Сокира                                           | Hatchet                                            | Вейн Ван                   | Тімоті Гаттон, Жерар Депардьє, Джанкарло Еспозіто, Квін Латіфа, ЛЛ Кул Джей                           |
| 2006 | Коли руйнуються греблі: Реквієм в чотирьох актах | When the Levees Broke: A Requiem in Four Acts      | Спайк Лі                   | Шон Пенн, Ел Шарптон, Каньє Вест, Джон Беррі, Геррі Белафонте                                         |
| 2006 | Остання відпустка                                | Last Holiday                                       | Адам Грін                  | Джоель Девід Мур, Тамара Фельдман, Деон Річмонд, Мерседес МакНаб, Перрі Шен                           |
| 2008 | Загадкова історія Бенджаміна Баттона             | The Curious Case of Benjamin Button                | Девід Фінчер               | Бред Пітт, Кейт Бланшетт, Тільда Суїнтон, Джулія Ормонд, Джаред Харріс                                |
| 2009 | 12 раундів                                       | 12 Rounds                                          | Ренні Харлін               | Джон Сіна, Ешлі Скотт, Айдан Гіллен, Браян Вайт, Тейлор Коул                                          |
| 2009 | Поганий лейтенант                                | The Bad Lieutenant: Port of Call New Orleans       | Вернер Герцоґ              | Ніколас Кейдж, Єва Мендес, Дженніфер Кулідж, Вел Кілмер, Бред Дуріф, Іксзібіт, Файруза Балк           |
| 2009 | Принцеса і Жаба                                  | The Princess and the Frog                          | Роб Клементс, Джон Маскер  | Аніка Ноні Роуз, Бруно Кампос, Кіт Девід, Майкл-Леон Вулі, Дженіффер Коді, Джим Каммінгс, Опра Вінфрі |
| 2009 | Вулиці, сповнені крові                           | Streets of Blood                                   | Чарльз Вінклер             | Вел Кілмер, 50 Сент, Майкл Б'єн, Шерон Стоун, Брайян Преслі, Хосе Пабло Кантільйо, Беррі Шабака Генлі |
| 2009 | Походження Людей Ікс: Росомаха                   | X-Men Origins: Wolverine                           | Гевін Гуд                  | Х'ю Джекмен, Лів Шрайбер, Райан Рейнольдс, Денні Х'юстон, Лінн Коллінз, Тейлор Кітш, Вілл. Ай. Ем     |
| 2010 | Сокира 2                                         | Hatchet II                                         | Адам Грін                  | Деніель Гарріс, Кен Годдер, Перрі Шен, Том Голланд, Ар.Ей. Міхайлофф, Ей.Джей. Бовен                  |
| 2010 | Сезон ураганів                                   | Hurricane Season                                   | Тім Сторі                  | Форест Вітакер, Тараджі Генсон, Ісайя Вашинґтон, Роббі Джонс, Джекі Лонґ, Чайна Енн МакКлейн          |
| 2012 | Пограбування казино                              | Killing Them Softly                                | Ендрю Домінік              | Бред Пітт, Скут МакНейра, Бен Мендельсон, Річард Дженкінс, Джеймс Гандольфіні, Рей Ліотта             |